# Ll. Kregme Trinbræt
Ll. Kregme Trinbræt er et dansk trinbræt i Lille Kregme. Det blev åbnet i 1964 som erstatning for det nedlagte Kregme Kirkesti trinbræt (åbnet 1924), der lå en smule sydligere end det nuværende.
55°56′48.06″N 12°2′3.16″Ø / 55.9466833°N 12.0342111°Ø